# Djene Barry
Djene Barry (* 6. Februar 1982 in Conakry) ist eine guineische Schwimmerin. Sie war 2008 Teilnehmerin der Olympischen Spiele.

## Leben
Djene Barry nahm an den Olympischen Sommerspielen 2008 in Peking teil, wo sie mit einer Zeit von 39,80 Sekunden den 89. Gesamtrang in den Läufen der 50-m-Freistil-Disziplin der Frauen erreichte. Bei den Schwimmweltmeisterschaften 2009 in Rom war sie auch für die 50-m-Strecke gemeldet, trat aber zum Start nicht an (DNS).